# Ne me quitte pas
Ne me quitte pas è una canzone di Jacques Brel scritta nel 1958 e pubblicata per la prima volta l'11 settembre 1959 nell'album La Valse à mille temps.
È una delle canzoni più note dell'artista belga, incisa più volte da Brel e reinterpretata da numerosi artisti nel corso del Novecento. La versione originale venne arrangiata e diretta da François Rauber.

## Il testo
Ne me quitte pas già nel titolo, che in italiano vuol dire Non lasciarmi, mostra la propria natura di canzone d'amore. Il testo si compone di cinque strofe intervallate dal ritornello Ne me quitte pas: in esse si svolge una struggente invocazione dell'amante all'amata, in cui le chiede di non andar via, con parole che raggiungono il loro vertice ad esempio nella seconda strofa, i cui ultimi versi recitano Je ferai un domaine/Où l'amour sera roi/Où l'amour sera loi/Où tu seras reine: farò un dominio / dove l'amore sarà re / dove l'amore sarà legge / dove tu sarai regina. L'ultima strofa finisce con la richiesta di lasciare che l'amante diventi l'ombra dell'amata, ai quali corrispondono gli ultimi tre versi, secondo lo schema tripartito della suddetta seconda strofa.

## Versioni
Molte le versioni dell'originale e le traduzioni che, a partire dagli anni sessanta, hanno contribuito a far diventare Ne me quitte pas un grande classico della musica francese; di seguito se ne offre un elenco parziale:
- 1960: Ne me quitte pas Lia Origoni con l'Orchestra di Piero Umiliani (in francese), prima incisione italiana
- 1961: If you go away di Rod McKuen (traduzione inglese)
- 1962: Non andare via di Gino Paoli (traduzione italiana)
- 1963: Bitte, geh' nicht fort di Marlene Dietrich (traduzione tedesca)
- 1965: Ne me quitte pas di Nina Simone
- 1969: If you go away di Frank Sinatra
- 1970:
  - Non andare via di Dalida (pubblicato poi soltanto postumo, in una raccolta omonima, nel 1987)
  - Non andare via di Patty Pravo
- 1971: Non andare via di Ornella Vanoni
- 1976: Ne me quitte pas Gigliola Cinquetti, nell'album Ritratto di Gigliola Cinquetti
- 1979: Non lasciarmi solo di Franco Visentin
- 1985: Ne me quitte pas di Mireille Mathieu
- 1986: Ne me quitte pas di Toots Thielemans (strumentale)
- 1990: Ne me quitte pas di Franco Simone, nell'album VocEpiano.
- 1995: Nie opuszczaj mnie di Edyta Górniak (traduzione polacca)
- 2006: Non andare via di Petra Magoni
- 2009: Ne me quitte pas di Maria Gadú
- 2010: Ne me quitte pas di Brian Molko
- 2010 Ne me quitte pas Sophie Hunger
- 2011: Ne me quitte pas di Céline Dion

Gigi Proietti riprende il brano per fare una caricatura di chi faceva piano bar negli anni '60 e '70, cambiandone anche il titolo con un gioco parodistico di assonanza: Nu' me rompe er ca'; lo recitò allo Stadio Olimpico nello spettacolo A me gli occhi please 2000 nel 2000, e lo ripropose poi più volte.
Francesco Guccini nel brano Le ragazze della notte (nell'album Quello che non..., 1990) cita Ne me quitte pas; il cantautore emiliano ha dichiarato di aver conosciuto Brel attraverso questa canzone (che un'amica gli fece ascoltare nella versione contenuta nel singolo del 1964), ispirandovisi poi per le sonorità di Ti ricordi quei giorni e Le belle domeniche.
La cantante Madonna ha inciso una versione della canzone per il suo nono album di inediti, American Life (2003), anche se poi la traccia non è mai stata inserita nell'album, rimanendo così una unreleased track.
Nel film Sono pazzo di Iris Blond (1996) di Carlo Verdone, "Ne me quitte pas" è la canzone che sera dopo sera viene cantata da Marguerite (Andréa Ferréol) accompagnata al pianoforte da Romeo (Carlo Verdone)